# Marcin Chełmicki (zm. 1566)
Marcin Chełmicki herbu Nałęcz (zm. w 1566 roku) – pisarz ziemski dobrzyński w latach 1531-1565.
Poseł na sejm krakowski 1553 roku, sejm warszawski 1556/1557 roku, sejm piotrkowski 1562/1563 roku z ziemi dobrzyńskiej.